# Adolph Plummer
Adolph Plummer (né le 3 janvier 1938 et mort le 30 novembre 2015) est un athlète américain spécialiste du 400 mètres.

## Biographie
Le 25 mai 1963, à Tempe, Adolph Plummer égale le record du monde du 400 mètres co-détenu par son compatriote Otis Davis et l'Allemand Carl Kaufmann, en établissant le temps de 44 s 9 sur la distance de 440 yards. Ce record sera égalé par l'Américain Michael Larrabee en 1964, puis battu par un autre américain, Tommie Smith, en 1967 (44 s 5).
Il devient champion des États-Unis du 220 yards en 1965.

## Records
| Épreuve | Performance | Lieu  | Date        |
| ------- | ----------- | ----- | ----------- |
| 400 m   | 44 s 6      | Tempe | 25 mai 1963 |